# Liêu Vĩnh Trung
Liêu Vĩnh Trung (tiếng Trung: 廖永忠, 1323-1375), người Sào Châu (nay là Sào Hồ, An Huy), là danh tướng khai quốc của nhà Minh Trung Quốc. Ông là em của Liêu Vĩnh An, một nhà quân sự thời nhà Nguyên.
Thời trẻ, Liêu Vĩnh Trung đã cùng anh là Liêu Vĩnh An đi theo Chu Nguyên Chương, cùng Thang Hòa thảo phạt Phương Quốc Trân, bình định Chiết Đông; sau lại bắt được Trần Hữu Định, bình định Phúc Kiến, cùng Chu Lượng Tổ bình định Lưỡng Quảng. Trong chiến tranh Minh diệt Minh Hạ - nhánh quân cát cứ còn lại của triều Nguyên ở Tứ Xuyên, ông được phong làm Hữu phó tướng của Nam Lộ quân. Nhưng cuối đời, Liêu Vĩnh Chung bị Minh Thái Tổ Chu Nguyên Chương quy tội vượt quá chức phận, bị ban chết.

## Cuộc đời
Minh sử chép Liêu Vĩnh Trung thời trẻ đã tài năng xuất chúng, là người trí dũng. Vào thời Nguyên mạt, Trung Quốc hỗn loạn, anh em Liêu Vĩnh Trung, Liêu Vĩnh An đã ở tại Sào Hồ huy động lực lượng "tự giữ một phương." Năm Chí Chính thứ 15 (1355), Liêu Vĩnh Trung theo anh quy thuận Chu Nguyên Chương. Chu Nguyên Chương hỏi Vĩnh Trung: "Ngươi có mong phú quý không?" Liêu Vĩnh Trung đáp: "Có thể làm việc dưới trướng minh chủ, diệt trừ giặc loạn, lưu danh sử sách, mới là nguyện vọng của tôi." Chu Nguyên Chương nghe đáp khen ngợi hết lời. Sau này Liêu Vĩnh Trung giúp Liêu Vĩnh An thống suất thủy quân vượt sông Trường Giang, chiếm các phủ Thái Thạch, Thái Bình (nay thuộc An Huy), bắt được Trần Dã Tiên; đánh bại Man Tử Hải Nha và Trần Triệu Tiên, rồi diệt Tập Khánh. Sau đó lại đánh lấy được Trấn Giang, Thường Châu, Trì Châu, giúp Chu Nguyên Chương dẹp yên mạn biển Giang Âm (nay là vùng ven biển Giang Tô). Sau khi Liêu Vĩnh An bị bắt làm tù binh, Liêu Vĩnh Trung được tập chức làm Xu mật thiêm viện thống lĩnh. Liêu Vĩnh Trung cầm quân đánh Triệu Phổ Thắng, thu phục được Trì Châu.